# Villi Hermann
Villi Hermann, né le 8 mai 1941 à Lucerne, est un réalisateur et scénariste de nationalité suisse.
En 1981 son film Matlosa participe au 13e Festival international du film de Moscou et en 1989 le film Bankomatt concourt au 39e Festival de Berlin.

## Filmographie

### Réalisateur
- Fed Up (1969)

- 24 su 24 - Les contrebandiers (1970)
- 10e Essai (La decima prova) (1970)
- Eine Lokalzeitung im Wandel der Zeit (1972)
- Processed By... (1972)
- Cherchons ouvriers, offrons... (1974)
- San Gottardo (1977)
- Il fait froid dans le Brandebourg (Tuer Hitler) (1980)
- Matlosa (1981)
- Innocenza (1986)
- Bankomatt (1989)
- Siamo tutti pedoni (1990)
- En voyage avec Jean Mohr (In viaggio con Jean Mohr) (1992)
- Per un raggio di gloria (1996)
- Giovanni Orelli. Finestre aperte (1998)
- TAMARO. Des pierres et des anges. Mario Botta Enzo Cucchi  (1998)
- Luigi Einaudi. Diario dall'esilio svizzero (2000)
- Mussolini, Churchill et cartes postales (2004)
- Walker. Renzo Ferrari (2004)
- Sam Gabai. Presences (2005)
- Greina (2006)
- Pédra. Un reporter sans frontières (2006)
- DJ Mafio. Positive Vibes (2008)
- From Somewhere to Nowhere. En Chine avec le photographe Andreas Seibert (2009)
- Gotthard Schuh.  Une vision sensuelle du monde (2011)
- CHoisir à vingt ans (2017)
- Ultime sfornata (2020)
- Ultime mazza (2021)
- Ultime luci rosse (2021)

### Producteur
- Ombre by Alberto Meroni (2008)
- Sinestesia - Les couleurs du hasard by Erik Bernasconi (2010)
- L'artisan millénaire by Alberto Meroni (2010)
- Tapperman by Alberto Meroni (2012)
- Tutti Giù by Niccolò Castelli (2012)
- La Buca by Daniele Ciprì (2014)
- Oltre il confine. La storia di Ettore Castiglioni by Andrea Azzetti e Federico Massa (2017)
- La Bataille d'Alger, un film dans l'Histoire by Malek Bensmaïl (2017)
- Cronofobia by Francesco Rizzi (2018)
- La fin da la val l'è mia la fin dal mund by Peter Frei (2018)
- Atlas by Niccolò Castelli (2021)
- Il sergente dell'Altopiano. La storia di Mario Rigoni Stern by Tommaso Brugin e Federico Massa (2022)